# Sabadell
Sabadell je město ve španělském autonomním společenství Katalánsko, v provincii Barcelona. Leží na říčce Ripoll asi 20 km severně od Barcelony a je spolu s Terrassou jedním ze dvou hlavních měst comarky Vallès Occidental. Žije zde přibližně 222 tisíc obyvatel. 

## Historie
V římské době je doložena vesnice Arraona, v 11. století nazývaná Arrahona ( z jejího hradu se dochovala jen drobná ruina); na druhém břehu řeky bylo založeno sídlo Sabadell v majetku kláštera v Sant Cugat del Vallès, které roku 1373 připadlo aragonským králům a bylo opevněno zdí. V 16. století se rozšířily textilní dílny, přádelny vlny.  

## Ekonomika
Obě obce se spojily v 19. století a lokalita se stala centrem textilního průmyslu, který vynesl Sabadellu přezdívku katalánský Manchester. V roce 1856 bylo zřízeno železniční spojení s Barcelonou a roku 1877 byl Sabadell povýšen na město, během 19. století vzrostl počet obyvatel ze dvou tisíc na více než desetinásobek. Vznikla zde řada staveb ve stylu katalánského modernismu jako je radnice, divadlo, vodárenská věž, hotel Suís, ústřední tržnice nebo spořitelna Caixa d'Estalvis. 
Vedle tradičního soukenictví se rozvíjel i strojírenský, papírenský, kožedělný, chemický a potravinářský průmysl, příliv pracovních sil vedl ke vzniku nových čtvrtí Ca n'Oriac a Torre-Romeu. Roku 1934 bylo uvedeno do provozu letiště Sabadell.
Sídlí zde Banco Sabadell, jedna z největších bankovních skupin ve Španělsku založená roku 1881. Centrem hospodářského života je třída Eix Macià s množstvím moderních kancelářských, obchodních i zábavních budov. 

## Školství a kultura
- Akademie umění
- Vysoká škola průmyslového designu
- Paleontologický ústav s expozicí praještěrů, založil místní rodák Miquel Crusafont i Pairó.
- hvězdárna
- Historické muzeum
- Muzeum katalánského a současného umění

## Památky a turistické cíle

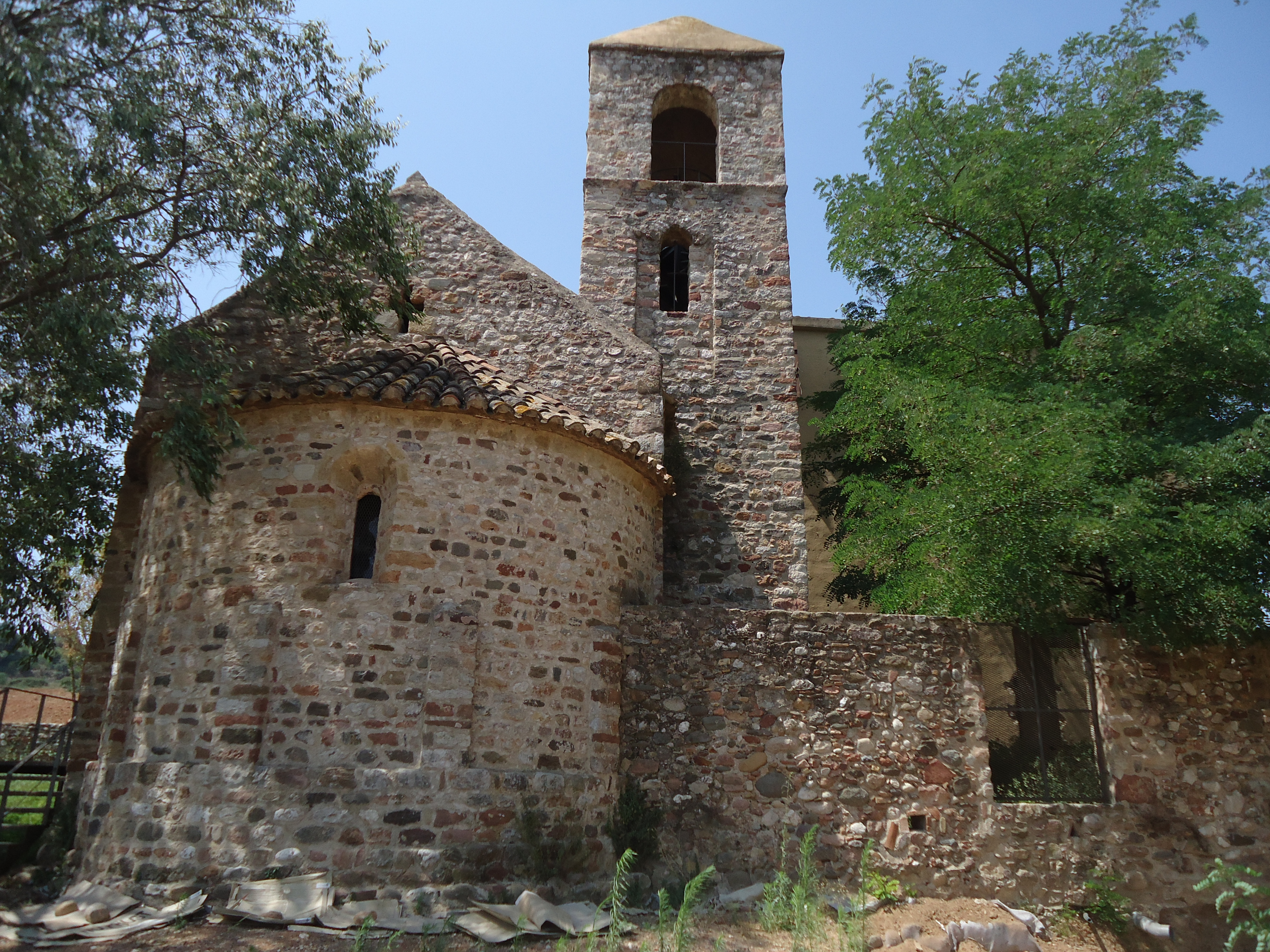
Kostel a poustevna Sant Pau

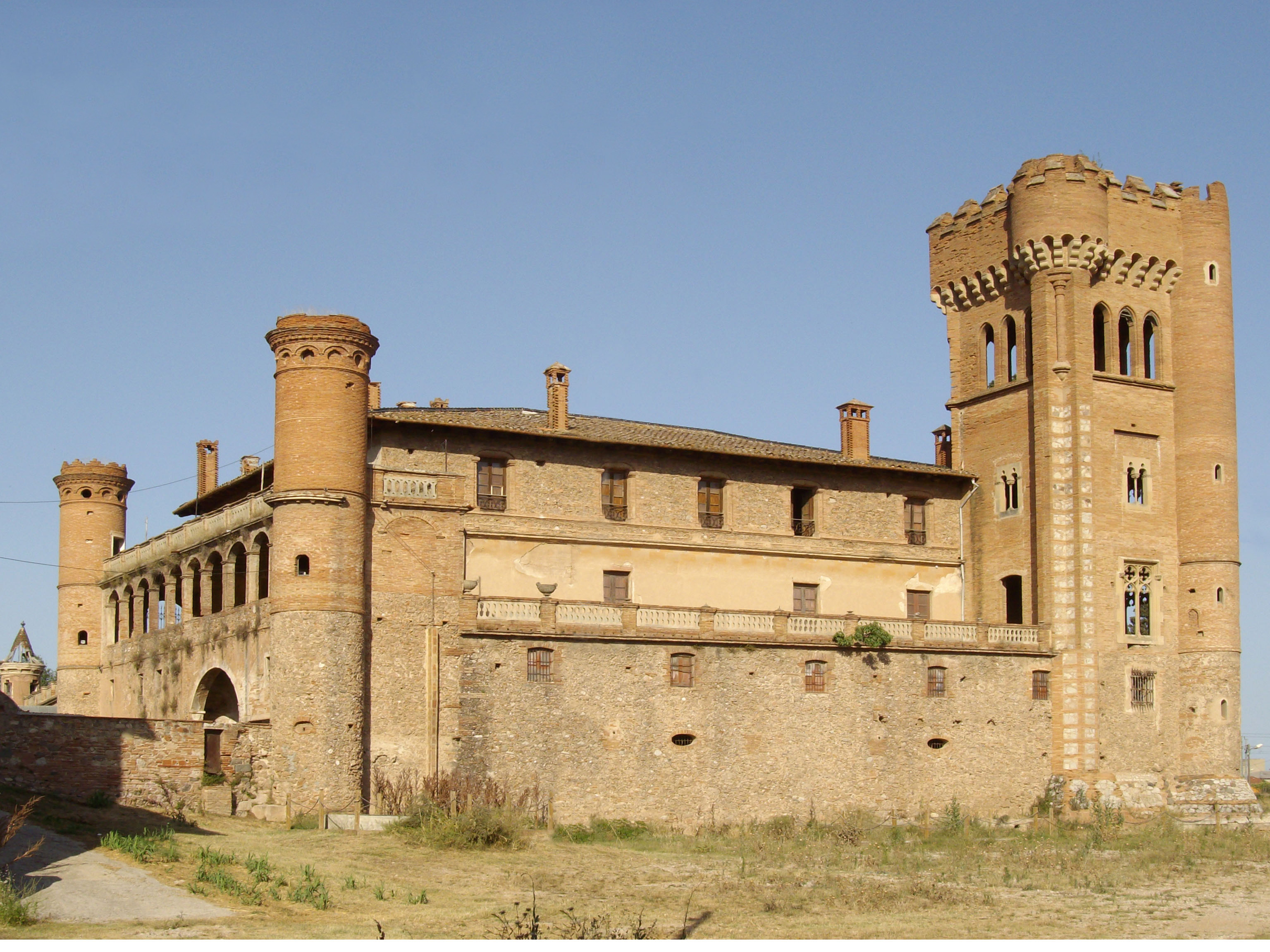
Kastel de Can Feu

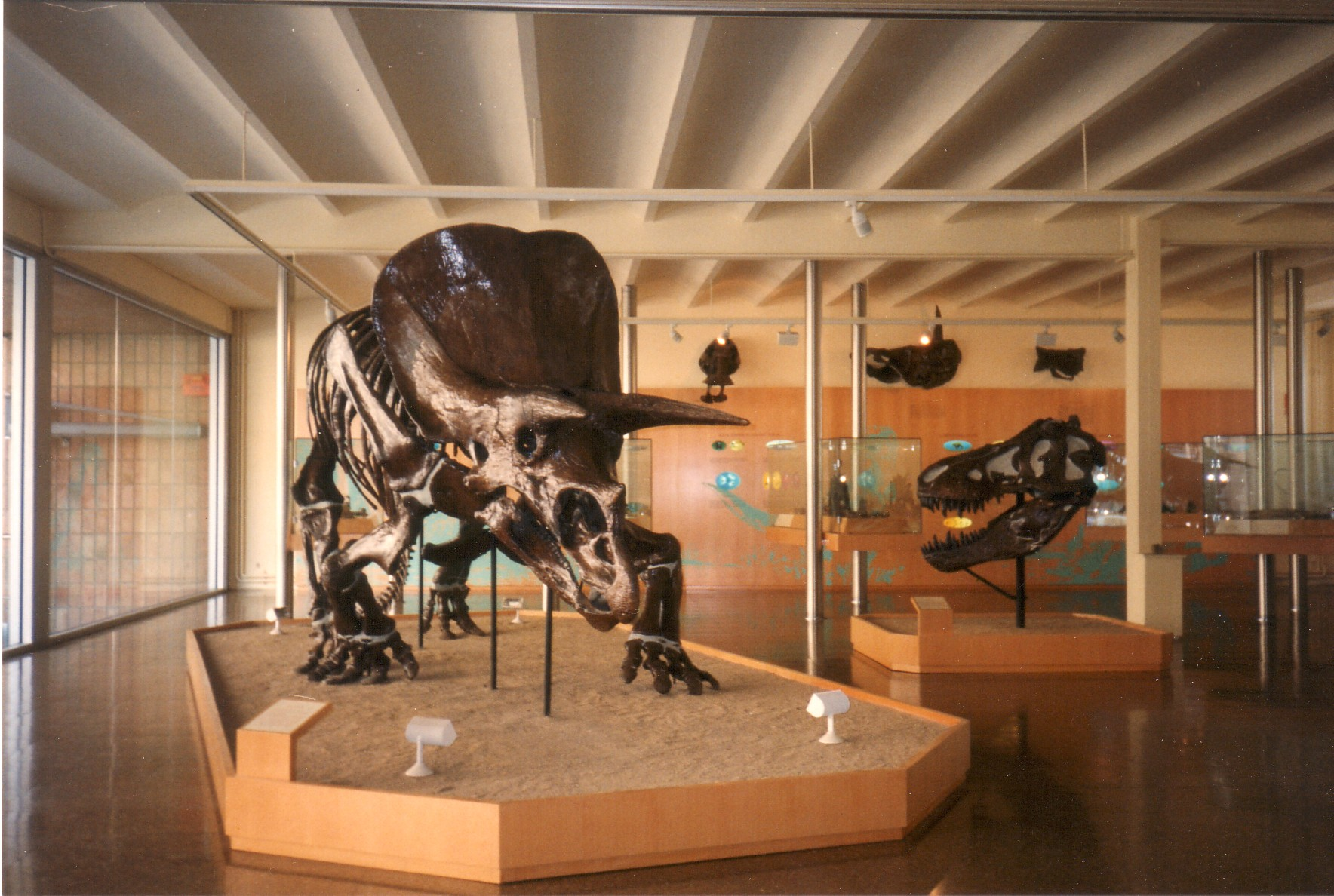
Paleontologický ústav

- Kostel sv. Felixe - hlavní farní chrám na náměstí San Roca, původně pozdně gotický z 15. století, přestavěný v 19. století
- Kostel/poustevna Sant Pau - románská stavba z 11. století
- Hrad (Kastel) de Can Feu, založený v 11. století, zcela přestavěný mezi léty 1880–1913
- Sloup s pamětní deskou zakladatele esperanta Ludvíka Lazara Zamenhofa z roku 1989, 10 metrový, tj. nejvyšší Zamenhofův pomník na světě.

Volný čas tráví obyvatelé nejčastěji v lesoparku Bosc de Can Deu. Spolek Colla castellera udržuje místní tradici stavění lidských věží o velkých svátcích. 

## Sport
Fotbalový klub CE Sabadell FC strávil čtrnáct sezón v nejvyšší soutěži, hraje na stadiónu Nova Creu Alta, který hostil i šest zápasů fotbalového turnaje olympiády 1992. 
Sabadell je členem mezinárodního sdružení Eurotowns.

## Rodáci
- Marc Gené, automobilový závodník
- Sergio Dalma, zpěvák
- Sergio Busquets, fotbalista
- Santa Salut, zpěvačka